# Браништеа (Никорешти)
Браништеа (рум. Brăniștea) насеље је у Румунији у округу Галац у општини Никорешти. Oпштина се налази на надморској висини од 147 m.

## Становништво
Према подацима из 2011. године у насељу је живело 49 становника.